# شصت‌مثلث وجهی
‎

شصت‌مثلث وجهی

در هندسه، شصت‌مثلث وجهی (به انگلیسی:pentakis dodecahedron یا kisdodecahedron) جسمی کاتالان و مزدوج بیست‌وجهی بریده‌شده است. می‌تواند با اتصال هرمی پنج ضلعی به هر وجه یک دوازده وجهی منتظم ایجاد شود. دارای ۶۰ وجه و ۹۰ ضلع و ۳۲  رأس است.

## زیست
شصت‌مثلث وجهی همچنین مدلی از برخی ویروسهای متقارن از نوع icosahedrally مانند ویروس AAV است. این ویروس‌ها دارای ۶۰ پروتئین کپسیدی مربوط به تقارن هستند که با ترکیب یکدیگر ۶۰ وجه متقارن شصت‌مثلث وجهی را ایجاد می‌کنند.